# Condados preservados do País de Gales
Os condados preservados do País de Gales são os actuais condados utilizados no País de Gales para fins cerimoniais, ou outros ligados à coroa britânica. A sua formação tem origem nos condados criados pela lei governamental de 1972, e utilizados para administração local entre 1974 e 1996.
| Condados preservados do País de Gales                                                                      |
| \| 1. Gwent 2. South Glamorgan 3. Mid Glamorgan 4. West Glamorgan 5. Dyfed 6. Powys 7. Gwynedd 8. Clwyd \| |
| 1. Gwent 2. South Glamorgan 3. Mid Glamorgan 4. West Glamorgan 5. Dyfed 6. Powys 7. Gwynedd 8. Clwyd       |